# 彩京
彩京（Psikyo）是一家日本游戏公司，曾是在街机上出品过如《戰國ACE》、《打击者1945》、《武装飞鸟》的著名空战射击游戏大厂。现在比较多的是制作麻将类街机游戏。
1992年，Videosystem公司的Sonic wing开发组独立门户，在京都设立彩ART京都株式会社。1995年，公司更名为彩京株式会社。
2002年，公司被X-nauts公司合并。2003年，位于京都的游戏开发部解散。彩京作为X-nauts公司的一个品牌，於2009年發行PSP版『ストライカーズ1945 PLUS』後X-nauts解體。
前彩京員工成立ゼロディブ（Zerodiv）公司於2019年3月與碰碰車公司合併並成子公司，之後碰碰車公司持有彩京所發行遊戲的版權。

## 所發行遊戲

### 射擊類
- 1993年 - 战国ACE
- 1994年 - 武装飞鸟
- 1995年 - 打击者1945
- 1996年 - 战国之刃
- 1997年 - 打击者1945 II
- 1997年 - 太阳表决
- 1998年 - 零式战机
- 1998年 - 武装飞鸟2
- 1998年 - 太空侵略者
- 1999年 - 打击者1945 PLUS
- 1999年 - 打击者1945 III
- 1999年 - 飞行小子
- 2000年 - 龙之火焰
- 2000年 - GUNSPIKE
- 2001年 - 零式战机2

### 其他类型游戏
- Hot Gimmick系列麻将游戏

- 堕落天使（对战格斗）

- 挖金块（经典平台游戏重新制作版）

- Gunbarich （经典打砖块重新制作版）